# Державне оборонне замовлення України
Державне оборонне замовлення — засіб державного регулювання у сфері наукового та матеріально-технічного забезпечення потреб оборони і національної безпеки України, який визначає порядок взаємодії міністерств, інших центральних і місцевих органів виконавчої влади, державних установ, організацій та суб'єктів підприємницької діяльності всіх форм власності під час його формування, розміщення і виконання, а також передбачає заходи щодо виконання міжнародних договорів України з питань військово-технічного співробітництва. Регулюється Законом України «Про державне оборонне замовлення» від 03.03.1999 № 464-XIV.

## Хронологія

### 2017
- Укроборонпром виконав свою частину ДОЗ на 100 % — передано 3673 одиниць ОВТ.[1]

### 2018
- обсяг ДОЗ — 23 млрд грн.
- Держагарантії під виробництво озброєнь ще 17-23 млрд грн.
- планується акціонування «Укроборонпрому»
- розроблено механізм фінансування під держагарантії, для уникнення затримки з фінансуванням, як було в першій половині 2017 р.

Бронетехніка
- батальйонні комплекти:
  - БТР-70Ді,
  - БТР-4
  - БТР-3,
- виробництво «Дозорів»,
- «Козаки» для ЗСУ,
- будівництво танків «Оплот»

Артилерія й ракетне озброєння
- планується прийняття на озброєння ракетної системи «Вільха» з дальністю ураження 200 км
- продовжиться робота над протикорабельним ракетним комплексом «Нептун»
- продовжиться робота над комплексом «Грім-2» (поки для інозамовника)
- масове надходження ПТРК від «Луча» — 800 шт.

Авіація
- продовження проекту будівництва Ан-148 для збройних сил
- розпочнеться модернізація винищувачів Міг-29 до рівня Міг-29МУ2 та Су-27
- планується масоване виготовлення БПЛА

ППО
- планується надходження ЗРК «Куб»
- планується надходження вдосконалених С-300, в тому числі, В1,
- продовжаться роботи з модернізації С-125
- нові й модернізовані РЛС

Військово-морські Сили
- продовження програми будвництва МБАКів «Гюрза-М»
- продовження будівництва десантних катерів «Кентавр»
- початок будівництва ракетних катерів «Лань»
- відновлення будівництво корвету

У 2018 році «УкрОборонПром» передав до війська 4900 одиниці, в тому числі високоточної зброї.

### 2019
На ДОЗ цього року заплановано 25 млрд гривень.
Бронетехніка
- Добудова танків  БМ Оплот;
- Закупівля і ремонт вживаної техніки;

Артилерія
- Випробовування і прийняття на озброєння САУ «Богдана»;
- Закупівля ракетних комплексів «Вільха»;
- Завершення розробки та випробувань ПКР Нептун;
- Розробка і випробування ОТРК Грім-2;
- Виготовлення ПТРК;
- Закупівля, ремонт і модернізація вживаної техніки;

Авіація
- Продовження будівництва 2 літаків Ан-148-300МП для авіації ВМС;
- Закупівля французьких Eurocopter для нацгвардії і ДСНС;
- Ремонт і модернізація нинішніх зразків озброєння;
- Розробка для ЗСУ Ан-188 і Ан-77;
- Виготовлення БПЛА;

ППО
- Початок випробувань ПЗРК «Колібрі»;
- Відновлення, модернізація вживаної техніки;
- Можливість закупки американських станцій;
- Закупка і модернізація РЛС;

Військово-морські сили
- Будівництво 2 МБАКів Гюрза-М;
- Будівництво 2 БДШК Кентавр-ЛК;
- Можливість закладки ракетного катера Веспа;
- Введення у флот 2 патрульних катерів типу Айленд;
- Введення у флот судна Олександр Охрименко та Sky Moon;
- Будівництво корвету;

Станом на початок серпня 2019 року Міноборони не уклало контрактів на декілька мільярдів гривень в рамках держоборонзамовлення. Йдеться приблизно про 8 млрд грн, через що виконувати держоборонзамовлення для переозброєння війська припинили декілька десятків оборонних підприємств. Також повідомляється, що за низкою угод підприємства ОПК не отримали авансування для виробництва продукції для ЗСУ.

### Закон України «Про оборонні закупівлі»
Закон України «Про оборонні закупівлі» було прийнято Верховною Радою України 16 липня 2020 року 276-ма голосами, а вже 17 липня 2020 року він був підписаний Президентом України. Набув чинності 1 січня 2021 року.
Закон «Про оборонні закупівлі» докорінно змінює законодавство у сфері оборонних закупівель з радянського на європейське.
Відтепер оборонні закупівлі будуть більш відкритими — без зайвого засекречування. План закупівель, який замінює ДОЗ, буде розроблятись на три роки, а вітчизняна продукція, як державного, так і приватного сектору матиме перевагу перед іноземною.
Цим законом вводиться багато новацій, зокрема:
- визначаються сучасні процедури закупівель оборонної продукції, а також унормовуються процедури закритих закупівель;
- забезпечується прозорість через зменшення підстав для засекречення та відмови від засекречення всього плану закупівель, що відповідно збільшує конкуренцію в оборонних закупівлях;
- для залучення більшої кількості постачальників запроваджується електронний реєстр з чіткими та зрозумілими критеріями включення до нього нових учасників;
- вводиться система критеріїв відбору постачальників — не лише за ціною продукції, а за збалансованою системою з урахуванням вимог до менеджменту якості, вартості життєвого циклу товару, співвідношення ціна-якість та відповідності вимогам замовника.
- для залучення інвесторів і нових постачальників змінюється система ціноутворення до ринкової;
- унормовується імпорт та запроваджується через єдині для всіх процедури та можливість закупівель через міжнародні спеціалізовані організації, зокрема НАТО, водночас національному виробнику віддається цінова перевага до 10 % порівняно з імпортом.

Законом також здійснюється впровадження в оборонні закупівлі поняття локалізації — при закупівлі імпортних товарів перевага буде віддаватися тим постачальникам, які частково розмістять виробництво в Україні, а також виробникам, які забезпечують більш вигідні умови утримання, сервісу і ремонту поставленої продукції; можливість укладання інвестиційних угод на розвиток виробництва.
Крім того, Законом передбачено затвердження типових державних контрактів, впровадження критерію «життєвий цикл» озброєння, військової і спеціальної техніки; поступовий перехід до державного підтвердження якості на основі підходів, що використовуються у відповідних стандартах НАТО.
В цілому Закон визначає загальні правові засади планування, порядок формування обсягів та особливостей здійснення закупівель товарів, робіт і послуг оборонного призначення для забезпечення потреб сектору безпеки і оборони, інших товарів, робіт і послуг для гарантованого забезпечення потреб безпеки і оборони. Визначено також порядок здійснення державного і демократичного цивільного контролю у сфері оборонних закупівель. Перехід на нові процедури суттєво наближає Україну до стандартів країн-членів НАТО.
Слід зазначити, що дія цього документа не поширюється на оборонні закупівлі через міжнародні спеціалізовані організації, їх представництва, через спеціалізовані фонди, підприємства, установи та організації, перелік яких визначений Кабміном, а також через механізми Програми уряду США «Міжнародні військові продажі».

### 2020
В червні 2021 року низка оборонних підприємств та громадських організацій поскаржились уряду на незадовільне фінансування протягом попереднього року.
Так, Павлоградський хімічний завод за 2020 рік отримав 156,8 мільйона гривень чистих збитків. На підприємстві заявляють, що Міноборони ігнорує указ президента щодо створення нових видів ракетного озброєння та боєприпасів. Зокрема, Міноборони затягнуло з рішенням замовити виробництво ракетних комплексів «Вільха», «Вільха-М», «Грім» та інших. На хімзаводі зазначили, що не можуть отримати фінансування від міністерства, тому виробничі потужності підприємства простоюють, а фаховий персонал звільнений.
Запорізьке держпідприємство «Радіоприлад», яке спеціалізується на виробництві радіоапаратури для Збройних сил, повідомило, що не має прямих контрактів з Міноборони в межах державного оборонного замовлення. Натомість має лише субпідряд від Харківського конструкторського бюро з машинобудування імені O. O. Морозова, яке виготовляє БТР-4Е для війська. Тому, через незавантаженість і несвоєчасні виплати від конструкторського бюро, яке теж не може вчасно отримати виплати від Міноборони, «Радіоприлад» не здатний гарантувати системну роботу. Окрім того, на кінець минулого року заборгованість конструкторського бюро перед підприємством становила 4,9 мільйона гривень.
Виробник апаратури зв'язку спецпризначення, львівський завод «Лорта» протягом 2020 року не отримав від Міноборони фінансування за замовлену продукцію. На її виробництво завод витратив 25 мільйонів гривень власних коштів.
Також низка підприємств Державного космічного агентства повідомили уряду, що програма виробництва військових транспортних засобів була профінансована лише на 25 %.
Зокрема, відсутнє оборонне замовлення на виробництво нових танків «Краб» і «Булат».
Громадські організації також звернули увагу на те, що державне оборонне замовлення у 2020 і у 2021 роках уряд затвердив із суттєвим запізненням — майже на пів року. Через це державні оборонні підприємства залишалися без належного фінансування.

### 2021
2 квітня 2021 року на позачерговому засіданні Кабінету Міністрів України, було схвалено основні показники ДОЗ (Державного оборонного замовлення) на три роки. Таким чином було виконано Рішення РНБО України «Про основні показники державного оборонного замовлення (ДОЗ) на 2021 рік та 2022, 2023 роки» від 30 березня 2021 року № 132/2021.